# 池尻城
座標: 北緯35度23分1.6秒 東経136度35分56.8秒 / 北緯35.383778度 東経136.599111度
池尻城（いけじりじょう）は、美濃国安八郡（岐阜県大垣市）にあった日本の城。地名の池尻が城名の由来となっている。

## 概要
天文の頃、土岐頼芸の家臣・飯沼長就によって築城されたという記録が『美濃明細記』などにある。不破関と濃尾平野の間の要衝にあり、美濃国を治める土岐氏や斎藤氏にとっては朝倉氏や浅井氏の侵攻に備える重要な城であった。その後、長就の子・飯沼長継が城主となり、織田信長に仕えた。
1582年（天正10年）の本能寺の変の後で長継は羽柴秀吉に協力する姿勢を示したが、織田信孝との内通を疑われて翌年に氏家行広に大垣城で殺され、池尻城は秀吉が没収した。その後は池田輝政が城主となり、池田家の家老が城代を務めた。小牧・長久手の戦いの期間中の天正12年3月20日（1584年4月30日）の『羽柴秀吉書状写』では、翌日に秀吉が池尻城に着陣する事が輝政の父・池田恒興に伝えられている。輝政はこの時も城主だったが、同年にこの合戦の功から岐阜城に転封され、池尻城は廃城となった。城跡は田園となっている。

## 現地情報
所在地
岐阜県大垣市池尻町
アクセス
- 養老鉄道養老線東赤坂駅から徒歩15分